# Dendropanax laurifolius
Dendropanax laurifolius là một loài thực vật có hoa trong Họ Cuồng cuồng. Loài này được (Marchal ex Urb.) R.C.Schneid. mô tả khoa học đầu tiên năm 1909.